# Lycinus tofo
Lycinus tofo là một loài nhện trong họ Nemesiidae.
Lycinus tofo được miêu tả năm 1995 bởi Goloboff.